# Susan Corrock
Susan Corrock (n. 30 noiembrie 1951, Seattle, Washington, SUA) este o schioare alpină ce a reprezentat Statele Unite ale Americii, medaliată olimpică. A participat la o ediție a Jocurilor Olimpice (1972) în care a câștigat o medalie de bronz.

## Participări
Lista de mai jos prezintă principalele competiții la care a participat Susan Corrock de-a lungul carierei.
- alpine skiing at the 1972 Winter Olympics – women's downhill[*]